# Filippo Magnini
Filippo Magnini (nacido el 2 de febrero de 1982) es un nadador italiano.

## Biografía
Magnini nació en Pésaro, Marche.
Como juvenil jugó a baloncesto, fútbol, voleibol playa y tenis, pero escogió la natación a la edad de 10 años. Su primer campeonato con el Equipo Nacional Italiano de Natación fue en 1998. Iniciado como un nadador de estilo pecho, después de 2000 se dedicó totalmente al estilo libre, obteniendo pronto resultados notables. Magnini obtuvo su primer triunfo internacional en 2003, con una medalla de plata en los 100 m estilo libre del Campeonato Europeo de Natación en Piscina Corta realizado en Dublín. Ganó tres medallas de oro más (en los 100 m, 4 x 100 y 4x200 estilo libre) y una medalla de bronce en el Campeonato Europeo de Natación de 2004 en Madrid. En los Juegos Olímpicos de Atenas 2004 Magnini ganó la medalla de bronce en los 4 × 200 m estilo libre, alcanzando la quinta posición en los 100 m estilo libre. Su carrera alcanzó el punto más alto en el Campeonato Mundial de Natación de 2005, donde ganó la medalla de oro en los 100 m estilo libre con un tiempo de 48.12, que hasta entonces era la marca más rápida de todos los tiempos, solo detrás del récord mundial de Pieter van den Hoogenband.
En el Campeonato Europeo de Natación de 2006 ganó la medalla de oro en los 100 m y 4 × 200 m estilo libre, y una de bronce en los 200 m estilo libre. 
En el Campeonato Mundial de Natación de 2007 defendió la medalla de oro en los 100 m que obtuvo en el Mundial de 2005; pero esta vez empató en el primer lugar con el canadiense Brent Hayden marcando un tiempo de 48.43, dando como resultado una medalla de oro conjunta.
El apodo de Magnini es "Superpippo". Pippo es el hipocorístico italiano de Filippo pero también es la versión italiana del personaje de cómics Goofy, refiriéndose por lo tanto el apodo completo al divertido superhéroe que algunas veces se transforma en su versión italiana. Aunque es generalmente un nadador muy rápido, Magnini se siente más cómodo con los 100 m estilo libre, donde puede usar toda su capacidad para incrementar gradualmente su velocidad: pudiendo de esta manera alcanzar una velocidad bastante alta en los últimos 25 metros, donde normalmente otros nadadores comienzan a disminuir la potencia. El impulso dado por sus piernas es hoy considerado como uno de lo más fuertes del mundo.

## Récords personales
Los mejores tiempos de Filippo Magnini son:
- 100 m estilo libre: 48.11 (46.52 en piscina corta)
- 200 m estilo libre: 1:47.20 (1:42.89 en piscina corta)